# 天眼 (台灣電視劇)
《天眼》是臺灣電視史上首部警匪電視劇，臺灣電視公司監製及首播，劉承栗、孫樹和、劉德淑等主演，劉承栗、莊訓鑫、林能寬等導演，於1979年6月3日－1984年7月8日（第一部）、1989年3月23日－1996年10月16日（第二部）、1996年10月23日－1997年8月27日（第三部）首播，前後共647集。

## 概要
《天眼》第一部製作單位為今是有限公司，製作人是伍宗德；第二、三部製作單位是秋航傳播與承立工作室，製作人是孫樹和與劉夢萍。
《天眼》第一部播出期間為1979年6月3日－1984年7月8日，為單元劇，並設有評論人金培凱，導演為劉承栗。在播出初期，劇中的刑警角色僅有陳應龍（劉承栗飾）與林光華（孫樹和飾），且片頭字幕均不打出演員表。但在收視率上升後，開始增加主要刑警角色，全盛期曾多達五至六人。在每集故事劇末作結時，金培凱會講出一句固定台詞「老天有眼，可以明察秋毫」，提醒觀眾不可作惡。中期並於各集播出後增設單元〈天眼追蹤〉，公布當時重大刑案的通緝犯照片與資料，並呼籲民眾提供警方破案相關線索。
1981年第16屆金鐘獎，《天眼》獲頒電視金鐘獎剪輯獎（得獎者：段兆偉）。
《天眼》第二部播出期間為1989年3月23日－1996年10月16日。由第一部延續到第二部的演員僅有劉承栗與孫樹和，但後來劉承栗離開演出陣容。第二期劇中的刑警角色名，也多半直接沿用演員姓名。
1990年第25屆金鐘獎，《天眼》入圍電視金鐘獎戲劇節目獎單元劇類。
《天眼》第三部播出期間為1996年10月23日－1997年8月27日。本時期劇名改為《天眼：法醫奇案》，劇情改以法醫角度詮釋，演員陣容有主角楊法醫（黃建群飾），其餘演員陣容全部換新。

## 主要演員
第一部
- 劉承栗飾陳應龍 刑警
- 孫樹和飾林光華 刑警
- 周明飾楊中興 刑警
- 辛荻飾劉國輝 刑警
- 葛雅石飾葛若梅 刑警
- 吉民立飾吉立 刑警

第二部
- 劉承栗飾陳應龍 刑警
- 孫樹和飾林光華 刑警
- 楊培茹飾楊組長 刑警
- 武強生飾馮啟邦 刑警
- 王念湘飾王念湘 刑警
- 朱文輝飾朱文輝 刑警
- 翟玉娘飾許燕玲 刑警
- 李承泰飾李承泰 刑警
- 黃蘋蘋飾黃蘋蘋 刑警
- 陳文山飾陳文山 刑警
- 李宜修飾李宜修 刑警
- 王中皇飾王中皇 刑警
- 孫亞東飾孫亞東 刑警
- 劉德淑飾劉德淑 刑警
- 劉克勉飾劉克勉 刑警
- 張至成飾張至成 刑警
- 李柏蒼飾李柏蒼 刑警
- 宋光復飾宋光復 刑警
- 麥偉林飾麥偉林 刑警
- 江蕙蕙飾江蕙蕙 刑警
- 劉慈和飾劉慈和 刑警
- 李㼈飾李㼈 刑警
- 王淇飾王淇 刑警
- 孫鐶飾孫鐶 刑警
- 魏天曙飾魏天曙 刑警
- 高琲琤飾高琲琤 刑警
- 鄭明昇飾鄭明昇 刑警
- 陳文揚飾陳文揚 刑警
- 蘇炳憲飾蘇炳憲 刑警
- 江國賓飾江國榮 刑警
- 梁少川飾梁少川 刑警
- 郭慧康飾康昇 刑警
- 常富寧飾常富寧 刑警
- 邱幼旻飾邱幼旻 刑警
- 王小芬飾王小芬 刑警
- 謝明宏飾謝明宏 刑警
- 袁義成飾袁義成 刑警
- 謝秋鳳飾謝秋鳳 刑警
- 薛豹飾薛豹 刑警
- 谷祥玲飾谷祥玲 刑警
- 曹華興飾曹華興 刑警
- 郁方飾莊若梅 刑警
- 蔡佳宏飾田莉 刑警
- 玉尚飾丁凱平 刑警
- 李曉飾邢少剛 刑警
- 王小詩飾娟娟
- 高念國
- 聶秉賢
- 邵佩玲飾美鳳 林光華妻
- 顏鳯嬌飾陳應龍妻
- 方湘寧飾陳應龍女

第三部
- 黃建群飾楊法醫
- 馮淬帆飾豆豆的舅舅 刑警
- 賈靜雯→林佩君飾豆豆 刑警
- 江宏恩飾刑事組長 刑警
- 江國賓飾江國榮 刑警
- 沈嶸飾毛毛 刑警

## 歌曲
第一部片頭曲：〈老天有眼〉（節目開播初期並無主題歌，此曲自播出中期開始使用）
作詞：顧英德、吳世勳　作曲：張大慶　編曲：吳世勳　演唱：黑寶　錄製：聲麗唱片
此曲也是1982年電影《脂粉奇兵》主題曲，收錄於勝聲實業發行的金熹與黑寶唱片合輯《就等一會兒／老天有眼》中。副歌第一句「老金曾經這麼說」中的「老金」，即指金培凱。
2013年，蘇有朋主唱此曲的馬念先編曲版，為電影《甜蜜殺機》主題曲。
第二部第一首片頭曲：〈衝破黑暗〉
作詞、作曲：不詳（字幕未列名）　演唱：林浩一　錄製：吉馬唱片
第二部其他使用歌曲（排序無關先後）
〈因為愛我有明天〉：黃大煒主唱
〈多少次〉：王傑作詞、作曲及主唱
〈下次的相逢在什麼時候〉：陳樂融作詞，Ricky Ho作曲，王傑主唱
〈消息〉：十一郎作詞，張宇作曲及主唱
〈囚鳥〉：十一郎作詞，張宇作曲，彭羚主唱
〈今天〉：李子恆作詞及作曲，吳奇隆主唱
〈思念誰〉：沈慶作詞，逯學軍作曲，巫啟賢主唱
〈愛那麼重〉：陳佳明作詞，巫啟賢作曲及主唱
第三部第一首片頭曲：〈DNA出錯〉
作詞、編曲：吳國恩　作曲：周耀輝　演唱：黎明　錄製：寶麗金唱片